# Cyclomedusa
La ciclomedusa (Cyclomedusa) è un genere di organismi estinti appartenenti alla fauna di Ediacara, vissuto nel Proterozoico superiore (Ediacarano, circa 550 milioni di anni fa). I suoi resti sono stati ritrovati in molti giacimenti sparsi per il mondo.

## Descrizione
Le impronte fossili di ciclomedusa consistono in una struttura circolare, dal diametro variante da pochi centimetri a venti centimetri; al centro di questa forma vi era un bozzo, anch'esso circolare, attorno al quale erano presenti fino a cinque anelli di crescita. Gli anelli di crescita non erano necessariamente circolari, specialmente quando individui adiacenti interferivano con la crescita gli uni con gli altri. Molte linee radiali, inoltre, attraversavano la parte esterna del disco e rendevano le ciclomeduse simili a fette d'ananas. Alcuni esemplari, infine, sembrerebbero mostrare una struttura simile a uno stelo, che si estende dal centro verso l'esterno del fossile.

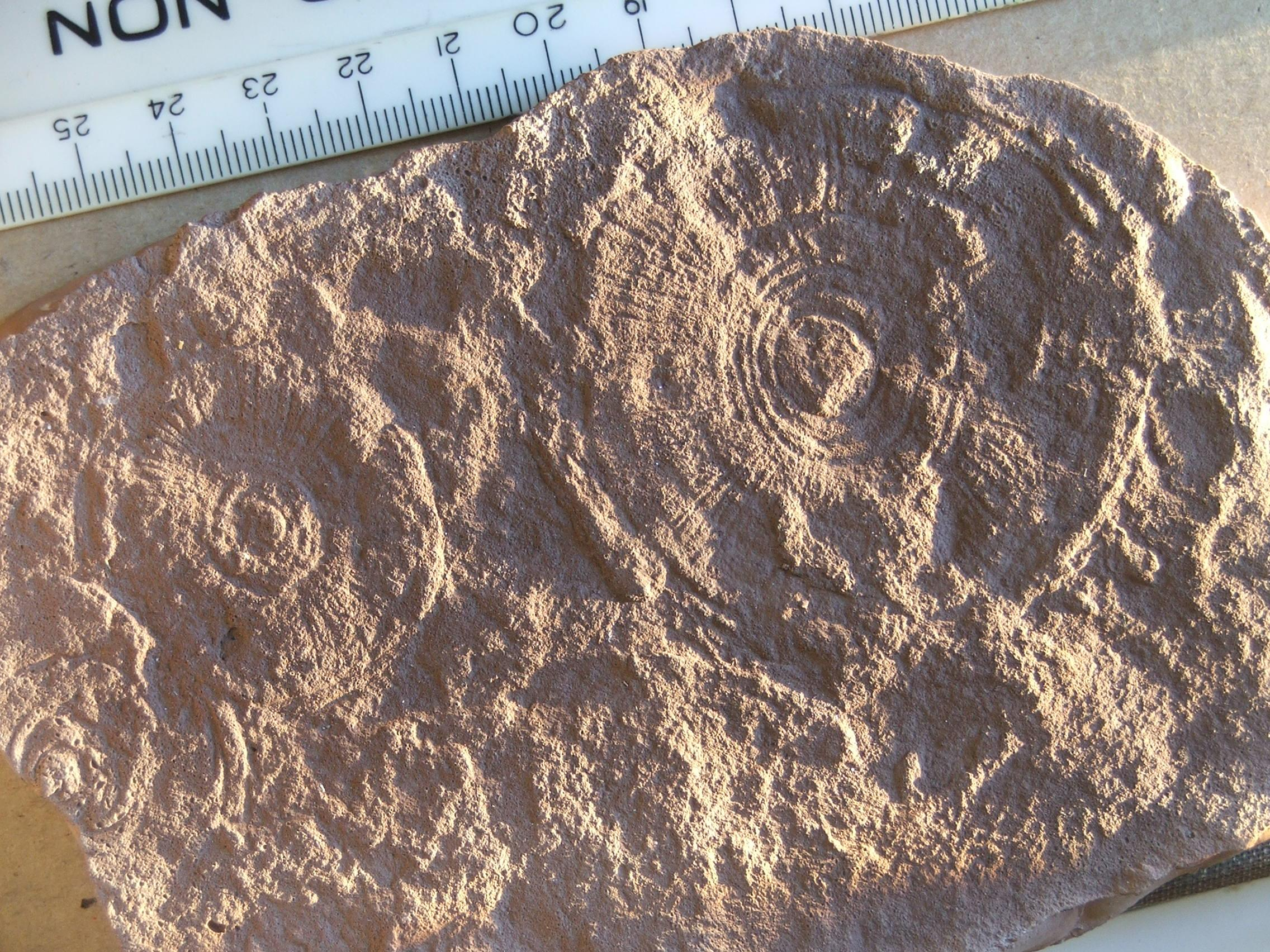
Tre esemplari di Cyclomedusa.

## Classificazione
La ciclomedusa fu originariamente classificata come una medusa (donde il nome), ma gli studiosi in seguito si accorsero che alcuni esemplari sembravano distorti a causa della presenza di un altro esemplare accanto; sembra quindi che questi organismi conducessero un tipo di vita bentico (sul fondo del mare). Inoltre, il tipo di struttura non sembra per nulla simile a quello delle attuali meduse; si presume, quindi, che i fossili di ciclomedusa possano rappresentare in realtà i peduncoli di ancoraggio di organismi dotati di stelo (forse ottocoralli o altro ancora). Un caso simile è rappresentato da Charniodiscus, originariamente ritenuto essere un medusoide e, in seguito al ritrovamento di fossili completi, riconosciuto come un organismo frondoso dotato di stelo.
Vari studi compiuti tra gli anni '80 e '90 da Adolf Seilacher hanno indagato sulla vera natura degli organismi di Ediacara: questi esseri sono stati ritenuti completamente differenti dalle forme viventi attuali, e sono stati classificati con il nome di vendobionti. Le numerose specie di Cyclomedusa, ampiamente distribuita a livello mondiale negli strati dell'Ediacarano, potrebbero rappresentare un singolo organismo conservato in modi differenti, oppure differenti organismi raggruppati insieme a causa della forma del corpo simile.
Recentemente è stato inoltre suggerito che la ciclomedusa possa essere una colonia di microbi: gli anelli concentrici, in questo caso, sono stati interpretati come strutture analoghe a quelle presenti nelle odierne colonie microbiche, esposte a condizioni ambientali distribuite omogeneamente.

## Distribuzione
I fossili di ciclomedusa sono noti in strati risalenti all'Ediacariano in numerosi luoghi del mondo: Australia, Norvegia, Inghilterra, Russia, Cina, Ucraina, Canada e Messico. La specie più nota è Cyclomedusa plana.